# Euanthe (satelit)

Euanthe (/e.u'an.te/), cunoscut și ca Jupiter XXXIII, este un satelit natural neregulat retrograd, al lui Jupiter. El a fost descoperit de o echipă de astronomi de la Universitatea din Hawaii condusă de Scott S. Sheppard în 2001 și i-a fost dată denumirea provizorie de S/2001 J 7.
Euanthe are un diametru de aproximativ 3 kilometri și orbitează în jurul lui Jupiter la o distanță medie de 20.465 Mm în 602,81 zile, la o înclinație de 143° față de ecliptică (142° față de ecuatorul lui Jupiter) cu o excentricitate de 0,2001.
În august 2003 el a fost denumit în cinstea lui Euanthe, mama celor 3 grații conform unor scriitori greci.
Euanthe face parte din Grupul Ananke. Un grup de sateliți neregulați retrograzi care orbitează în jurul lui Jupiter între 19,3 și 22,7 Gm, la înclinații de aproximativ 150°.